# Рајхенов-Меглин
Рајхенов-Меглин (њем. Reichenow-Möglin) општина је у њемачкој савезној држави Бранденбург. Једно је од 45 општинских средишта округа Меркиш-Одерланд. Према процјени из 2010. у општини је живјело 615 становника. Посједује регионалну шифру (AGS) 12064417.

## Географски и демографски подаци
Рајхенов-Меглин се налази у савезној држави Бранденбург у округу Меркиш-Одерланд. Општина се налази на надморској висини од 61 метра. Површина општине износи 22,8 km². У самом мјесту је, према процјени из 2010. године, живјело 615 становника. Просјечна густина становништва износи 27 становника/km².